# Bourg-Achard
Pour les articles homonymes, voir Bourg (homonymie) et Achard.
Bourg-Achard [buʁ aʃaʁ] [buʁ.k‿aʃaʁ] (ou [bok aʃaʁ]) est une commune française située dans le département de l'Eure, en région Normandie.

## Géographie

### Localisation

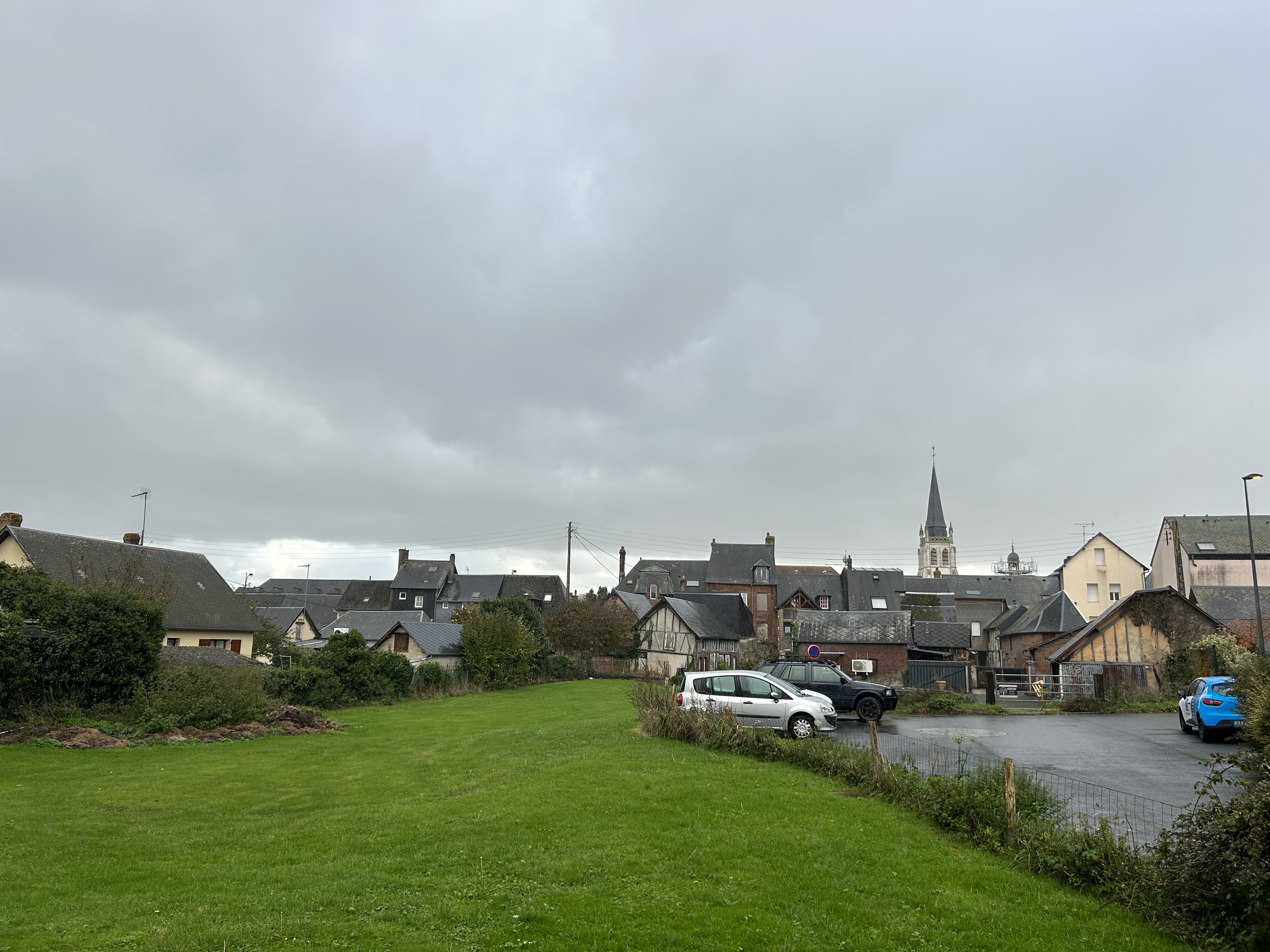
Vue vers le centre bourg.

Bourg-Achard est une ville normande du pays du Roumois, au carrefour routier des axes Rouen-Caen et Yvetot-Alençon, située à environ 150 km de Paris.
Elle se trouve dans l'aire d'attraction de Rouen, dans la zone d'emploi de Honfleur Pont-Audemer et est la ville centre de son unuté urbaine et de son bassin de vie.

### Communes limitrophes
Les communes limitrophes sont Flancourt-Crescy-en-Roumois, Bosgouet, Bouquetot, Honguemare-Guenouville et Grand Bourgtheroulde.
|                                                               | Honguemare-Guenouville                                         |                                                   |
| Bouquetot                                                     | Bourg-Achard                                                   | Bosgouet                                          |
| Flancourt-Crescy-en-Roumois (comm. dél. de Flancourt-Catelon) | Flancourt-Crescy-en-Roumois (comm. dél. de Bosc-Bénard-Crescy) | Grand-Bourgtheroulde (comm. dél. du Thuit-Hébert) |

### Géologie et relief
La superficie de la commune est de 12,32 km2 ; son altitude varie de 94  à   144 mètres.

### Hydrographie

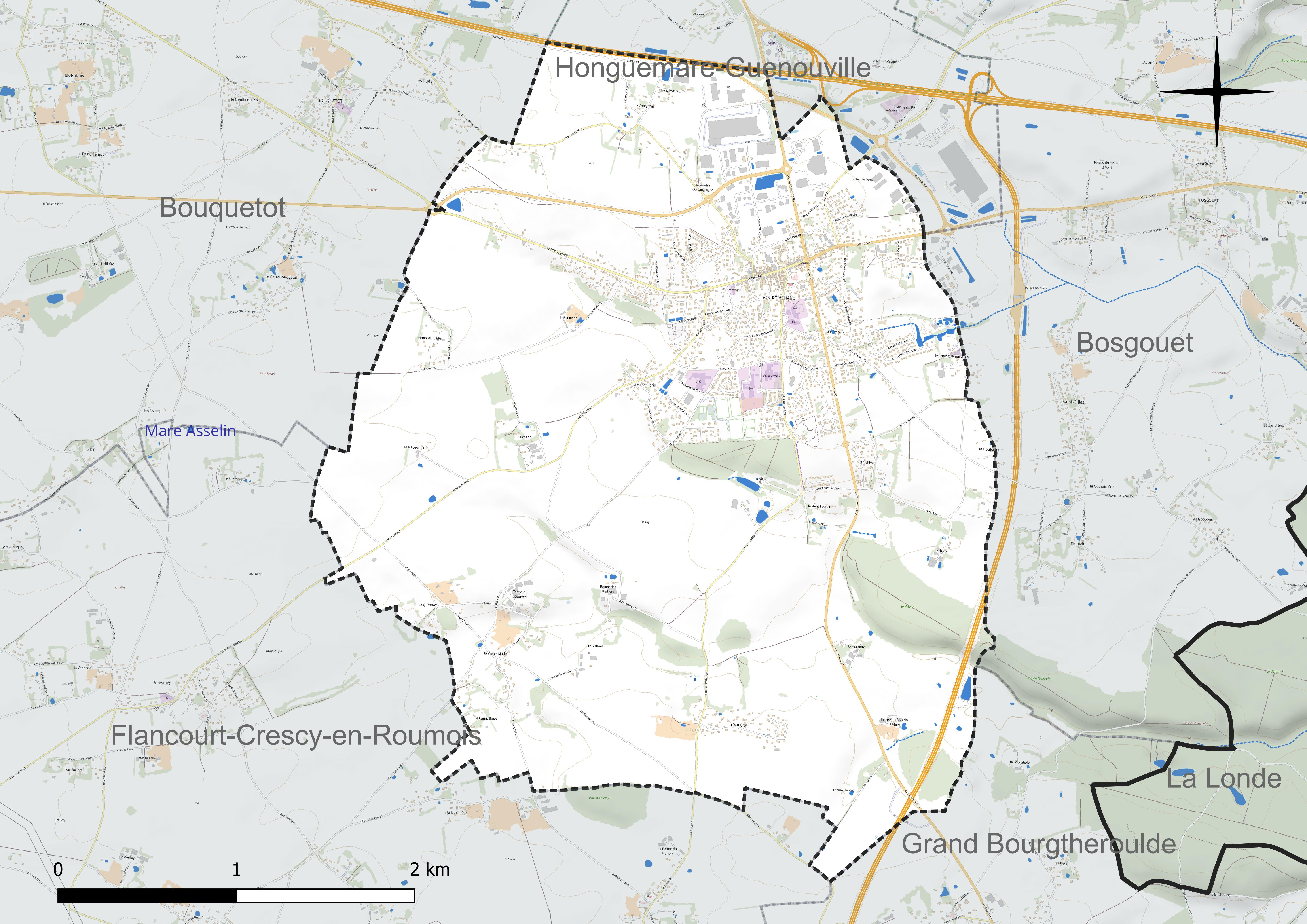
Réseau hydrographique de Bourg-Achard.

La commune est située dans le bassin Seine-Normandie. 
Elle n'est drainée par aucun cours d'eau,.

### Climat
Pour des articles plus généraux, voir Climat de la Normandie et Climat de l'Eure.
En 2010, le climat de la commune est de type climat océanique dégradé des plaines du Centre et du Nord, selon une étude du CNRS s'appuyant sur une série de données couvrant la période 1971-2000. En 2020, Météo-France publie une typologie des climats de la France métropolitaine dans laquelle la commune est exposée à un climat océanique et est dans la région climatique  Côtes de la Manche orientale, caractérisée par un faible ensoleillement (1 550 h/an) ; forte humidité de l’air (plus de 20 h/jour avec humidité relative > 80 % en hiver), vents forts fréquents. Parallèlement le GIEC normand, un groupe régional d’experts sur le climat, différencie quant à lui, dans une étude de 2020, trois grands types de climats pour la région Normandie, nuancés à une échelle plus fine par les facteurs géographiques locaux. La commune est, selon ce zonage, exposée à un « climat contrasté des collines », correspondant au Pays d’Auge, Lieuvin et Roumois, moins directement soumis aux flux océaniques et connaissant toutefois des précipitations assez marquées en raison des reliefs collinaires qui favorisent leur formation.
Pour la période 1971-2000, la température annuelle moyenne est de 10,4 °C, avec  une amplitude thermique annuelle de 14 °C. Le cumul annuel moyen de précipitations est de 818 mm, avec 12,8 jours de précipitations en janvier et 8,4 jours en juillet. Pour la période 1991-2020, la température moyenne annuelle observée sur la station météorologique la plus proche, située sur la commune de Jumièges à 9 km à vol d'oiseau, est de 12,2 °C et le cumul annuel moyen de précipitations est de 843,5 mm,. Pour l'avenir, les paramètres climatiques de la commune estimés pour 2050 selon différents scénarios d’émission de gaz à effet de serre sont consultables sur un site dédié publié par Météo-France en novembre 2022.

## Urbanisme

### Typologie
Au 1er janvier 2024, Bourg-Achard est catégorisée bourg rural, selon la nouvelle grille communale de densité à 7 niveaux définie par l'Insee en 2022.
Elle appartient à l'unité urbaine de Bourg-Achard, une unité urbaine monocommunale constituant une ville isolée,. 
Par ailleurs la commune fait partie de l'aire d'attraction de Rouen, dont elle est une commune de la couronne,. Cette aire, qui regroupe 317 communes, est catégorisée dans les aires de 200 000 à moins de 700 000 habitants,.

### Occupation des sols

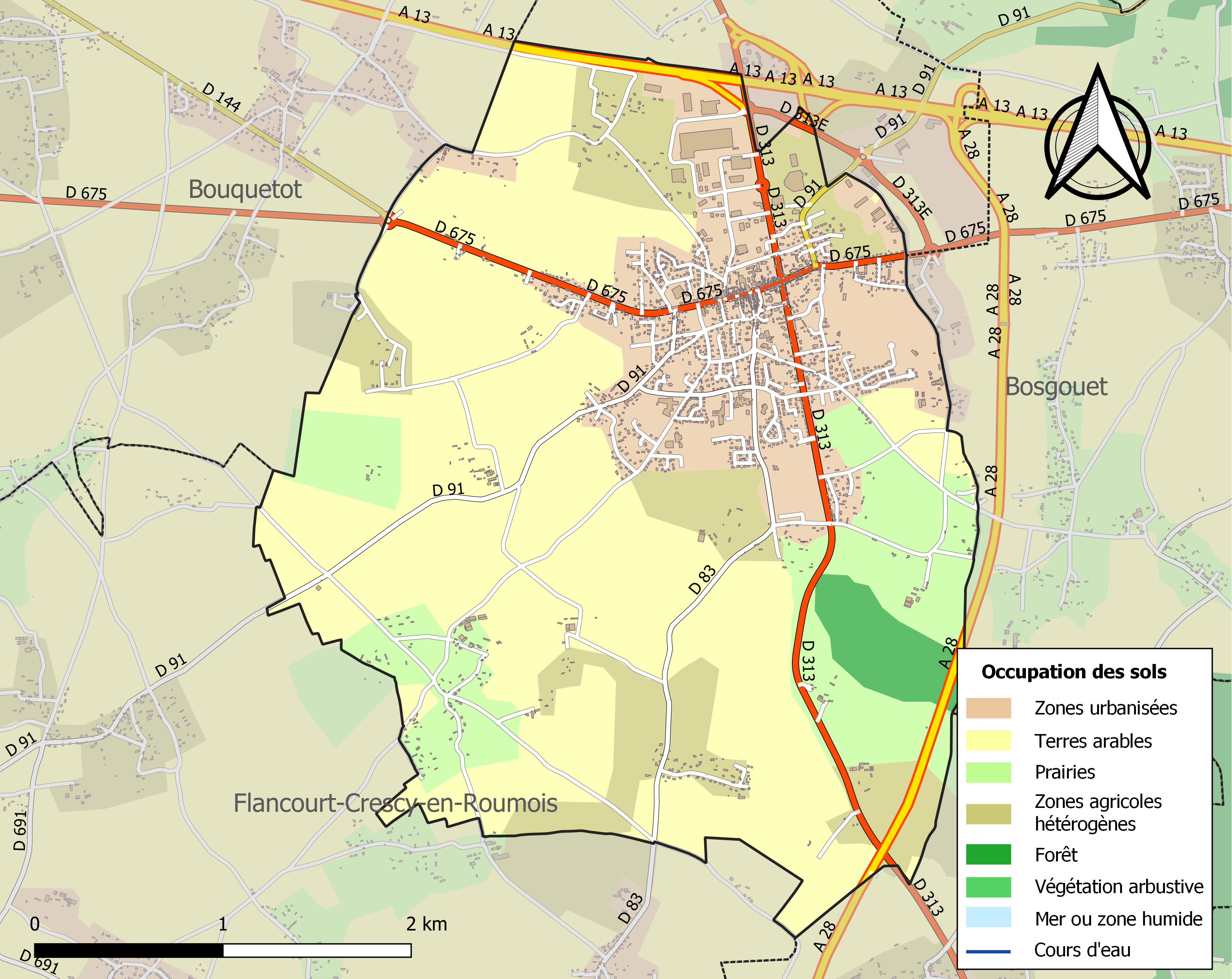
Carte des infrastructures et de l'occupation des sols de la commune en 2018 (CLC).

L'occupation des sols de la commune, telle qu'elle ressort de la base de données européenne d’occupation biophysique des sols Corine Land Cover (CLC), est marquée par l'importance des territoires agricoles (76,4 % en 2018), en diminution par rapport à 1990 (87,9 %). 
La répartition détaillée en 2018 est la suivante : terres arables (47,5 %), zones urbanisées (17,7 %), prairies (14,4 %), zones agricoles hétérogènes (14,4 %), zones industrielles ou commerciales et réseaux de communication (3,4 %), forêts (2,6 %). 
L'évolution de l’occupation des sols de la commune et de ses infrastructures peut être observée sur les différentes représentations cartographiques du territoire : la carte de Cassini (XVIIIe siècle), la carte d'état-major (1820-1866) et les cartes ou photos aériennes de l'IGN pour la période actuelle (1950 à aujourd'hui).

### Habitat et logement
En 2022, le nombre total de logements dans la commune était de 1 905, alors qu'il était de 1 700 en 2016 et de 1 379 en 2011. 
Parmi ces logements, 89,9 % étaient des résidences principales, 1,8 % des résidences secondaires et 8,2 % des logements vacants. Ces logements étaient pour 75,1 % d'entre eux des maisons individuelles et pour 24,5 % des appartements. 
Le tableau ci-dessous présente la typologie des logements à Bourg-Achard en 2022 en comparaison avec celle de l'Eure et de la France entière. Une caractéristique marquante du parc de logements est ainsi la faible proportion des résidences secondaires et logements occasionnels (1,8 %) par rapport au département (6,2 %) et à la France entière (9,7 %). 
| Typologie                                               | Bourg-Achard | Eure | France entière |
| ------------------------------------------------------- | ------------ | ---- | -------------- |
| Résidences principales (en %)                           | 89,9         | 86,1 | 82,3           |
| Résidences secondaires et logements occasionnels (en %) | 1,8          | 6,2  | 9,7            |
| Logements vacants (en %)                                | 8,2          | 7,6  | 8              |

### Voies de communication et transports
L'autoroute A13 et l'autoroute A28 tangentent le territoire communal, et un échangeur autoroutier important dessert le bourg; occasionnant  un trafic routier important sur les deux routes départementales qui structurent la commune, la RD 313 et la RD 675.
Celle-ci est d'ailleurs interdite depuis 2023 au trafic poids lourds en transit, en raison des nuisances et dangers que cette circulation occasionnait, qui doivent désormais emprunter l'autoroute et en payer le péage.
Une partie du traffic de la RD 675 emprumpte d'ailleurs la déviation nord-ouest de Bourg-Achard qui permettent d'éviter le centre-bourg. Cette voie, escomptée depuis les années 1970, a été réalisée par le Département et mise en service en novembre 2021 pour un coût de 5,5 millions d'euros,.

## Toponymie
Le nom de la localité est attesté sous les formes Nemus Achardi en 1050 (charte de fondation de Saint-Georges-de-Boscherville), Nemore Achardi vers 1060, Burgum Achardi en 1198, Borc Achart en 1190 (trésor des chartes), Burgus Acardi en 1203 (charte de Rotron, archevêque de Rouen), Burgus Eschardi en 1248 et 1254, Burgus Escardi en 1256, Bouc Achart en 1380 (lettre de Charles VI), Bourcachart vers 1400, Burgus Achardi en 1438, Boscachart en 1508 (archives nationales et La Roque), De Burgo Achardi en 1548 et 1558, Bocachard en 1605, Bouqachard en 1640, Le Bourgcachard et Le Bosc Achard en 1672, Le Boucachard en 1698, Paroisse de Bosc Achart en 1710, Boucachart et Boucachard en 1722, Cure du Bocachard en 1739, Bourcachard en 1758 (lettre de dom Tassin), Boscachard en 1775 (épitaphe de la comtesse de Maulévrier),. La forme Bourg Achard prévaut ensuite.
Dès l’époque ducale, on constate la coexistence de deux appellations toponymiques, Burgum Achardi c'est-à-dire « le bourg d'Achard » et Boscum Achardi « le bois d'Achard ». Les deux noms Le Bourg Achard et Le Bosc Achard ont été indifféremment employés jusqu'au XVIIIe siècle.
Achard est anthroponyme d’origine germanique (Arcadus, Achardus selon Marie-Thérèse Morlet) et subsiste encore comme nom de famille sous les formes Acard propre à la Normandie et Achard propre au sud est de la France (Provence). En Normandie, on note les personnages historiques suivant :
- Achard de Jumièges, fondateur de l'abbaye Saint-Benoît de Quinçay et saint abbé de l'abbaye de Jumièges.
- Achard II de Lecce, noble normand d'Italie du XIIe siècle.
- Achard de Saint-Victor (v. 1100-1172), bienheureux, abbé de Saint-Victor, évêques d'Avranches.

## Histoire
Nicolas du Bosc, seigneur de Bourg-Achard, y fonda en 1136 un prieuré de chanoines augustiniens dont subsiste l'église. Une léproserie est citée en 1243. L'hospice remonte à 1676.[réf. nécessaire]
A la fin de la seonde Guerre mondiale, le bourg est libéré par les Alliés le 28 août 1944.

## Politique et administration

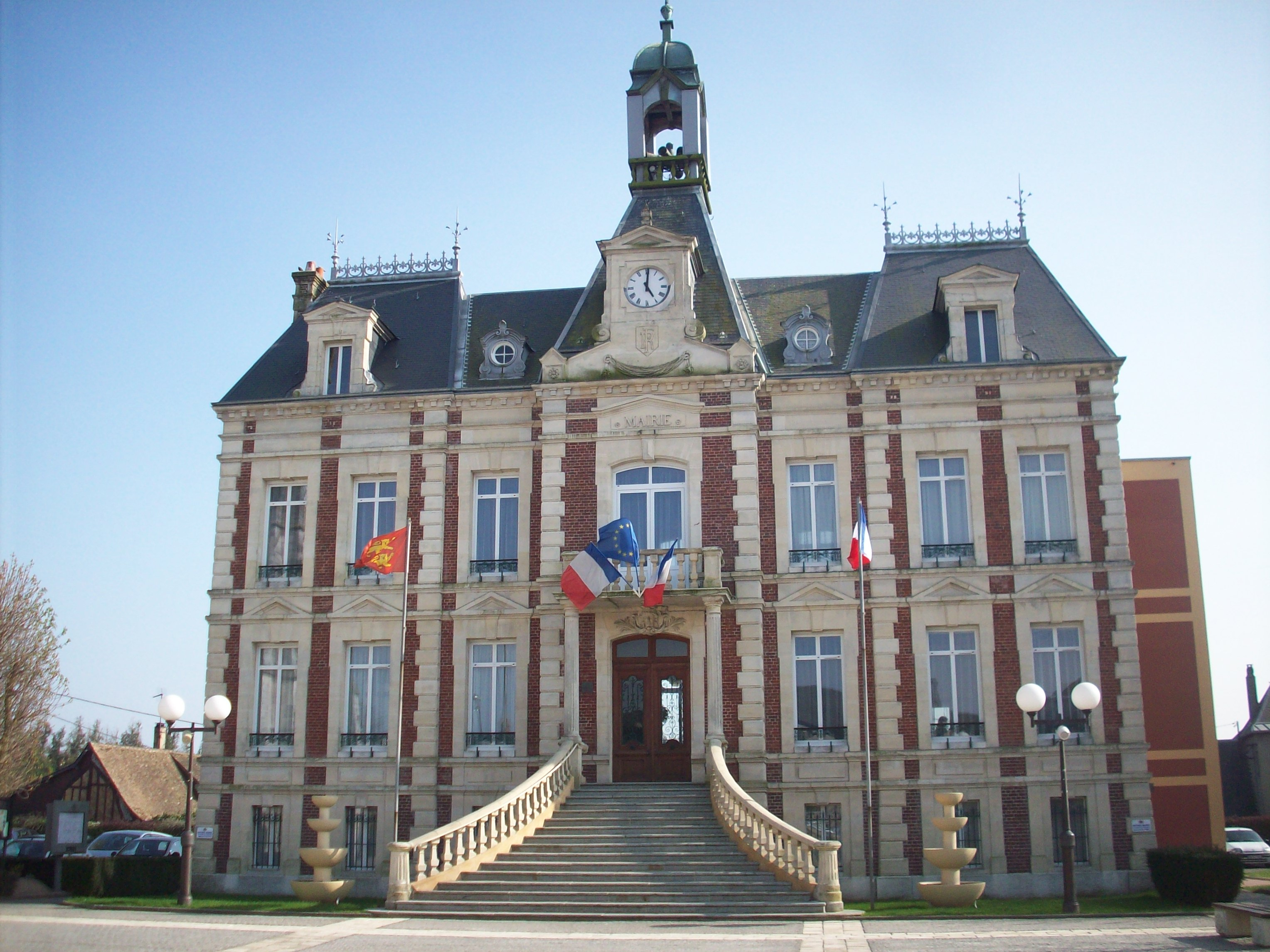
La mairie.

### Rattachements administratifs et électoraux

#### Rattachements administratifs
La commune se trouve depuis 1926 dans l'arrondissement de Bernay du département de l'Eure.
Après avoir été le chef-lieu d'un fugace canton de 1793 à 1801, elle faisait partie depuis lors du canton de Routot. Dans le cadre du redécoupage cantonal de 2014 en France, cette circonscription administrative territoriale a disparu, et le canton n'est plus qu'une circonscription électorale.

#### Rattachements électoraux
Pour les élections départementales, la commune est  depuis 2014 le bureau centralisateur du canton de Bourg-Achard.
Pour l'élection des députés, elle fait partie de la troisième circonscription de l'Eure.

### Intercommunalité
Bourg-Achard était le siège de la communauté de communes du Roumois Nord, un établissement public de coopération intercommunale (EPCI) à fiscalité propre créé fin 1992 et auquel la commune avait transféré un certain nombre de ses compétences, dans les conditions déterminées par le code général des collectivités territoriales.
Dans le cadre des dispositions de la loi portant nouvelle organisation territoriale de la République du 7 août 2015, qui prévoit que les établissements publics de coopération intercommunale (EPCI) à fiscalité propre doivent avoir un minimum de 15 000 habitants, cette intercommunalité a fusionné avec ses voisines  pour former, le 1er janvier 2017, la communauté de communes Roumois Seine, dont est désormais membre la commune.

### Tendances politiques et résultats
Au premier tour des élections municipales de 2014 dans l'Eure, la liste DVD menée par Jean-Pierre Denis, maire-adjoint sortant, obtient la majorité absolue des suffrages exprimés, avec 947 voix (62,54 %, 19 conseillers municipaux élus dont 4 communautaires); devançant très largement celle, également DVD, menée par Raoul Cardoso, également maire-adjoint sortant, qui a recueilli 567 voix (37,45 %, 4 conseillers municipaux élus dont 1 communautaire). 
Lors de ce scrutin, 33,63 % des électeurs se sont abstenus. 
Au premier tour des élections municipales de 2020 dans l'Eure, la liste SE menée par Josette Simon obtient la majorité absolue des suffrages exprimés, avec  730 voix (52,40 %; 21 conseillers municipaux élus dont 4 communautaires), devançant très  largement celles menées respectivement par ; 

- Jean-Pierre Denis, maire sortant (DVD, 405 voix, 29,07 %, 4 conseillers municipaux élus dont 1 communautaire) ; 

- Benoît Gatinet, maire d'Aizier, (UDI, 258 voix, 18,52 %, 2 conseillers municipaux élus).

Lors de ce scrutin marqué par la pandémie de Covid-19 en France,  47,25 % des électeurs se sont abstenus.

### Liste des maires
| Période         | Période                       | Identité                         | Étiquette | Qualité |
| --------------- | ----------------------------- | -------------------------------- | --------- | --- |
| 1789            |                               | Simon Jacquelin                  |           | |
| 1792            | 1794                          | Christophe Gremouin              |           | |
| Floréal an II   |                               | Louis Charles Renault            |           | |
| Messidor an III |                               | Christophe Gremouin              |           | |
|                 |                               |                                  |           | |
| 1815            | 1823                          | M. Charles                       |           | |
| 1823            | 1847                          | Alexandre Félix Licquet          |           | |
| 1847            | 1848                          | Armand Adolphe Duval             |           | |
| 1848            | 1849                          | Herondelle / Lecointe / Gremouin |           | |
| 1849            | 1850                          | Alexandre Félix Licquet          |           | |
| 1850            | 1852                          | M. Lebourg                       |           | Maire par intérim |
| 1852            |                               | Armand Adolphe Duval             |           | |
| 1852            | 1853                          | M. Lebourg                       |           | Maire par intérim |
| 1853            | 1859                          | M. Lecointe                      |           | |
| 1859            | 1865                          | Jacques Valéry Foure             |           | |
| 1865            | 1871                          | Auguste LEbocq                   |           | |
| 1871            | 1871                          | Isidore Leclerc                  |           | |
| 1871            | 1876                          | Alphonse Hue                     |           | |
| 1876            | 1884                          | Isidore Leclerc                  |           | |
| 1884            | 1911                          | François Leprestre               |           | |
| 1911            | 1910                          | Désiré Adolphe Coquelin          |           | |
| 1940            | 1945                          | Ferdinand Thuillier              |           | |
| 1945            | 1951                          | Jean Loir                        |           | |
| 1951            | 1983                          | André Héry                       |           | |
| 1983            | mars 2014                     | M. Claude Hurabielle             | UDF-DVD   | Médecin généraliste Conseiller général de Routot (1988 → 2008) Vice-président du conseil général de l'Eure (1995 → ?) |
| mars 2014,      | mai 2020                      | Jean-Pierre Denis                | DVD       | Retraité |
| juillet 2020    | En cours (au 16 janvier 2025) | Josette Simon                    |           | Secrétaire de paroisse Vice-présidente de la CC Roumois Seine (2020 → )                                               |

### Jumelage
- Schönwald im Schwarzwald (Allemagne).

## Équipements et services publics
En 2021 est mise en service par l'intercommunalité une maison France services, qui facilite l'accès informatique à certains services publics de l'Etat (CAF (CAF), France Travail, Mutualité sociale agricole, CPAM, Ministère de la Justice, Agence nationale des titres sécurisés (ANTS), CARSAT, La Poste, service des impôts.
.

### Enseignement

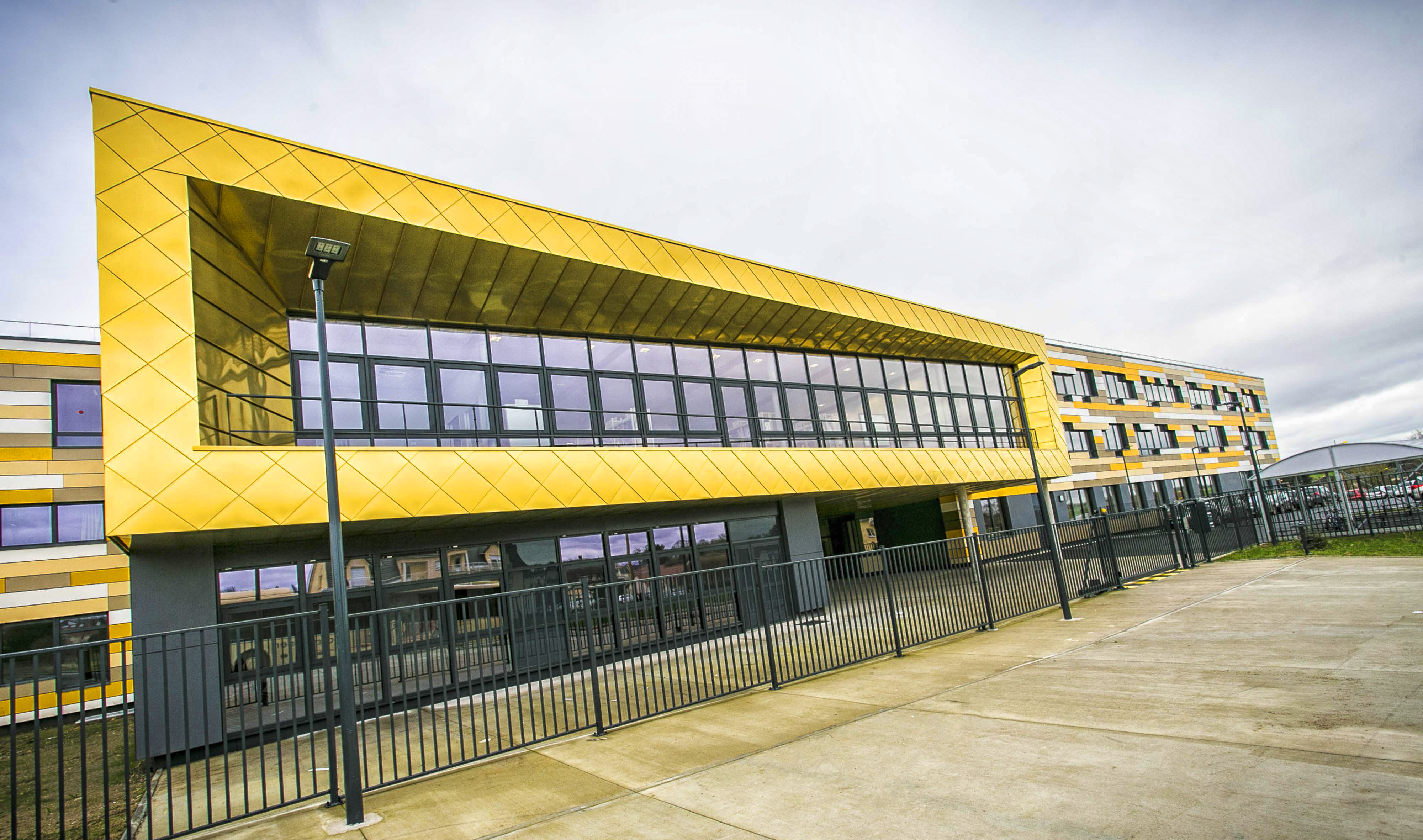
Le collège Simone-Veil.

Les enfants de Bourg-Achard sont scolarisés à l'école maternelle Le vert bocage puis à l'école élémentaire Guy-de-Maupassant.
La commune accueille le collège Simone-Veil.
La Région Normandie y construit sur un terrain donné par la commune le campus lycéen international normand  (CLIN) Louis-de-Broglie le long de la RD 313 (rue Carlet) et de la RD 83 (rue de la Libération) et qui pourra scolariser un millier d'élèves dont 250 internes et 100 élèves « internationaux ». Son ouverture est prévue en septembre 2026.
L'ancien collège accueille depuis 2019 les locaux du DITEP Jean de Plessis, un quipement qui accopmagne de 60 à 80 enfants et adolescents de 6 à 18 ans en accueil de jour, hébergement de nuit ponctuel ou régulier, ou suivi en « ambulatoire » qui souffrent de troubles psychiques ou du comportement.

### Équipements culturels
Le Pôle des arts Maurice-Ravel, situé à côté du collège Simone-Veil et ouvert en 2021 accueille l'école l'école des arts de Bourg-Achard, qui accueille en 2024 430 élèves qui s'y forment à la musique, la danse, le dessin et les arts graphiqiues, au théâtre zindi qu'aux arts du cirque. Le pôle comprend  une dizaine de salles adaptées à toutes les pratiques,.
On peut également signaler la médiathèque municipale Hector-Malot, qui fait partie du réseau des bibliothèques du Roumois,.

### Équipements sportifs
- Le gymnase Dannetot, rénové en 20243-2024 par l'intercommunalité[50].

- Le gymanse du collège Simone-Veil porte le nom de Mohamed Chabane, un professeur de tennis du club T2R (Tennis réunis du Roumois Bourg-Achard – Saint-Ouen-de-Thouberville)[51].

- Le gymnase du lycée Louis-de-Broglie, situé au sein du complexe sportif Dannetot et dénommé gymnase Florian-Merrien, (champion des jeux pralympiques de Paris 2024 qui habite à Saint-Ouen-de-Thouberville) est construit à partir de 2025 pour un coût estimé de 3,5 millions d’euros et sera destiné à l’usage principal des élèves du futur lycée, ainsi que des élèves des écoles de Bourg-Achard et des associations sportives du Roumois. Cet équipement d’une surface de plancher de 1560 m² comprend une halle multisport (sans gradins) de 44 mètres sur 22 et une hauteur maximale de 11 mètres, permettant la pratique du badminton, basket, handball et volley, une salle annexe pour la gymnastique et le tennis de table, et, à l’extérieur  une piste d’athlétisme comprenant quatre couloirs, d’une longueur totale de 120 mètres, et une aire de sautoir[52].

- City-stade (ou « espace jeunes », près du futur lycée[53].

### Santé et solidarité
La commune dispose de l'hôpital local Pierre-Hurabielle, qui relève du centre hospitalier intercommunal Elbeuf, Louviers Val-de-Reuil et qui est doté, en 2025, de 126 lits d'EHPAD et de 15 lirs de soins médicaux et de réadaptation, ainsi que d'une résidence autonomie  « l’Agora »   de 52 appartements, d'un service de soins infirmiers à domicile de 50 places et d'un accueil de jour de 12 places pour personnes souffrant de la maladie d’Alzheimer. Il devrait être doté en 2026 d'un centre d’imagerie médicale permettant d'y réaliser des mammographies, des radiologies, des échographies, IRM et scanner.
Le collectif Les Partenaires solidaires du Roumois, en partenariat avec des structures comme le Secours populaire, le Secours catholique, ou encore SOS Familles Emmaüs, la Mission locale, la Croix-Rouge, intervient depuis 1999 en faveur de personnes en difficultés en répondant aux situations d’urgence et en favorisant l’inclusion sociale et professionnelle.
Le Réseau d’Alternatives Solidaires RAS’Campagne anime depuis 2022 un tiers-lieu écocitoyen et rural  dans les locaux de l'ancienne école de musique. Il escompte être labellisé centre social d’économie sociale et solidaire,.

### Justice, sécurité, secours et défense
La sécurité quotidienne de la comlmune est asssurée par un service de police municipale, constitué en 2025 d'un unique agent, et par la gendarmerie de Routot,.
La municipalité prévoit de développer en 2025 son système de vidéosurveillance de l'espace public.

## Population et société

### Démographie
L'évolution du nombre d'habitants est connue à travers les recensements de la population effectués dans la commune depuis 1793. Pour les communes de moins de 10 000 habitants, une enquête de recensement portant sur toute la population est réalisée tous les cinq ans, les populations de référence des années intermédiaires étant quant à elles estimées par interpolation ou extrapolation. Pour la commune, le premier recensement exhaustif entrant dans le cadre du nouveau dispositif a été réalisé en 2005.

En 2022, la commune comptait 4 029 habitants, en évolution de +8,36 % par rapport à 2016 (Eure : −0,25 %, France hors Mayotte : +2,11 %).
| 1793  | 1800  | 1806  | 1821  | 1831  | 1836  | 1841  | 1846  | 1851  |
| ----- | ----- | ----- | ----- | ----- | ----- | ----- | ----- | ----- |
| 1 116 | 1 173 | 1 089 | 1 114 | 1 216 | 1 182 | 1 200 | 1 174 | 1 184 |

| 1856  | 1861  | 1866  | 1872  | 1876  | 1881  | 1886  | 1891  | 1896  |
| ----- | ----- | ----- | ----- | ----- | ----- | ----- | ----- | ----- |
| 1 186 | 1 213 | 1 198 | 1 151 | 1 164 | 1 146 | 1 168 | 1 159 | 1 132 |

| 1901  | 1906  | 1911  | 1921  | 1926  | 1931  | 1936  | 1946  | 1954  |
| ----- | ----- | ----- | ----- | ----- | ----- | ----- | ----- | ----- |
| 1 153 | 1 169 | 1 150 | 1 098 | 1 040 | 1 091 | 1 128 | 1 159 | 1 220 |

| 1962  | 1968  | 1975  | 1982  | 1990  | 1999  | 2005  | 2006  | 2010  |
| ----- | ----- | ----- | ----- | ----- | ----- | ----- | ----- | ----- |
| 1 393 | 1 564 | 1 804 | 2 009 | 2 255 | 2 517 | 2 773 | 2 792 | 3 011 |

| 2015  | 2020  | 2022  | - | - | - | - | - | - |
| ----- | ----- | ----- | - | - | - | - | - | - |
| 3 575 | 3 939 | 4 029 | - | - | - | - | - | - |

Bourg-Achard connait une forte croissance démographique, puisque, entre 2013 et 2018, le nombre d’habitants est passé de 3 235 à 3 945, soit une croissance actuelle de 3,3 %, l'une des plus élevée de la Région, favorisée par sa situation à proximité des échangeurs autoroutiers de l’A28 et de l’A13, qui mettent la ville à une vingtaine de minites de Rouen. ainsi que l'importance du tissu économique de la commune et de ses voisines, grâce notamment au parc d’activités du Roumois qui s’étend de Bourg-Achard à Saint-Ouen-de-Thouberville, totalisant plus d’un millier d’emplois.

### Manifestations culturelles et festivités
- Depuis 2018 a lieu un rassemblement de véhicules anciens organisé le 1er mai initialement par l'association 4G Compétition, puis, à compter de 2025, par  l’association Achard Bourgeois en Fête[65]

- Chaque troisième dimanche de septembre a lieu la « Foire à la Bourette », regroupant vide-greniers et fête foraine de village. Cet événement attire traditionnellement un public large, du canton du Roumois et d'une partie de la vallée de la Seine.

### Sports et loisirs
- Le FC Roumois Nord est le club de football de la commune[66].

- L’association gymnique et culturelle de Bourg-Achard (AGCBA) a envoyé plusieurs sportifs aux championnats de France de janvier 2025 à Reims[67].

- L'école roumoise de sports de combat (ERSC)[68]

- Bowling[69].

### Vie associative
Les associations peuvent utiliser la Maison des associations André-Héry.

### Économie
Bourg-Achard doit une partie de ses ressources économiques aux commerces organisés quasi exclusivement le long de la RD 675, route au trafic dense.

## Culture locale et patrimoine

### Lieux et monuments
La commune de Bourg-Achard compte un édifice classé au titre des monuments historiques :
- L'église Saint-Lô (XIe et XVIe)  Classée MH (1911)[70]. Cette église appartenait au prieuré de Bourg-Achard fondé en 1136 par Nicolas du Bosc, seigneur de Bourg-Achard[71]. 
La nef et la tour du XIIe siècle ont disparu. La tour, qui se trouvait au-dessus du portail occidental, a été détruite une première fois en 1626. Reconstruite sur la croisée, elle s'est écroulée en 1829. En 1838, elle est à nouveau reconstruite, en même temps que la nef, par l'architecte Grégoire. La chapelle méridionale datant du XIVe siècle a été remaniée. La chapelle septentrionale, la sacristie et la salle capitulaire sont du XVe siècle et le chœur, du XIVe siècle. Enfin, le manoir prioral construit vers 1253 est aujourd'hui détruit[70].

L'église Saint-Lô
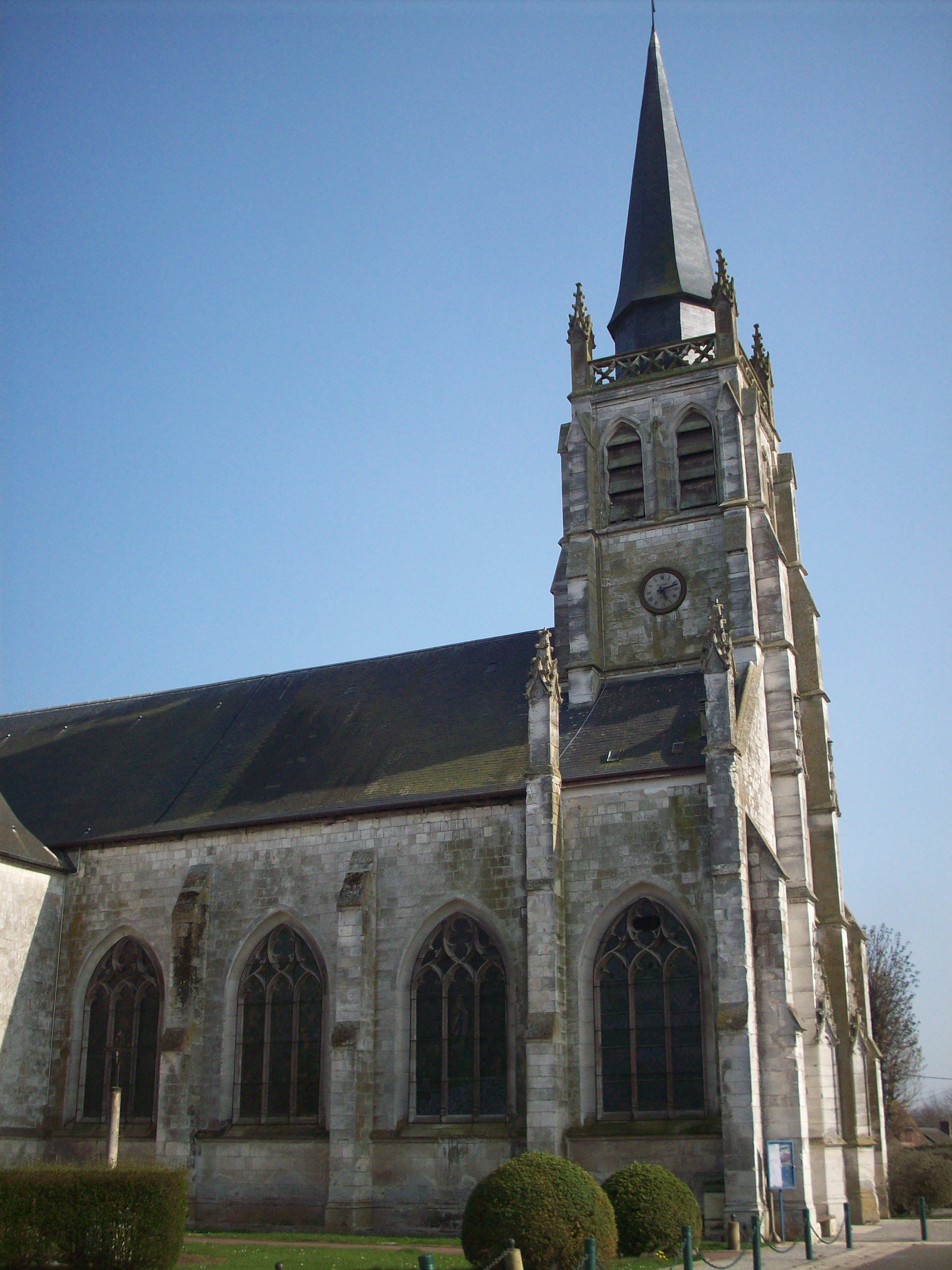
Façade nord.
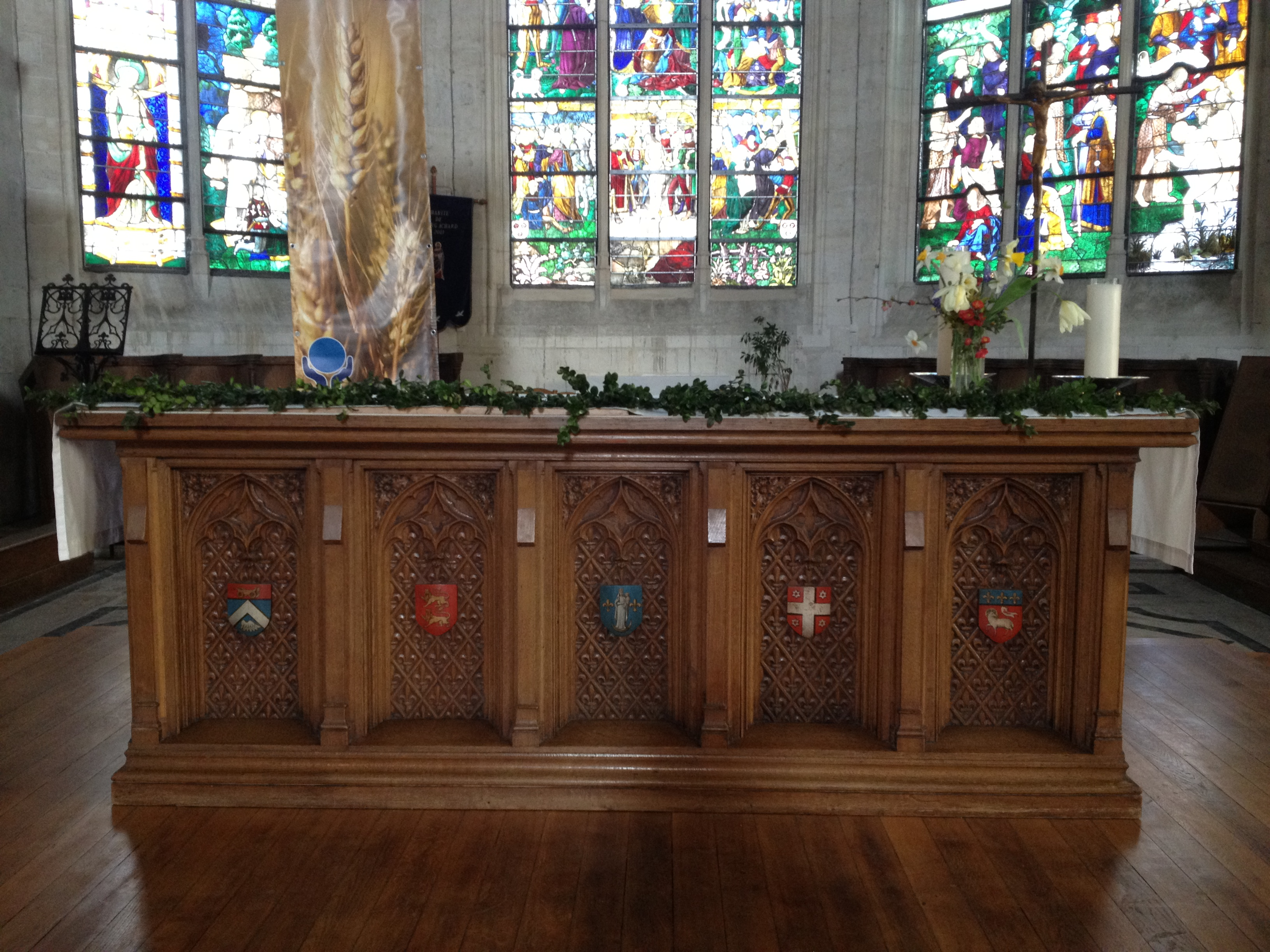
L'autel.
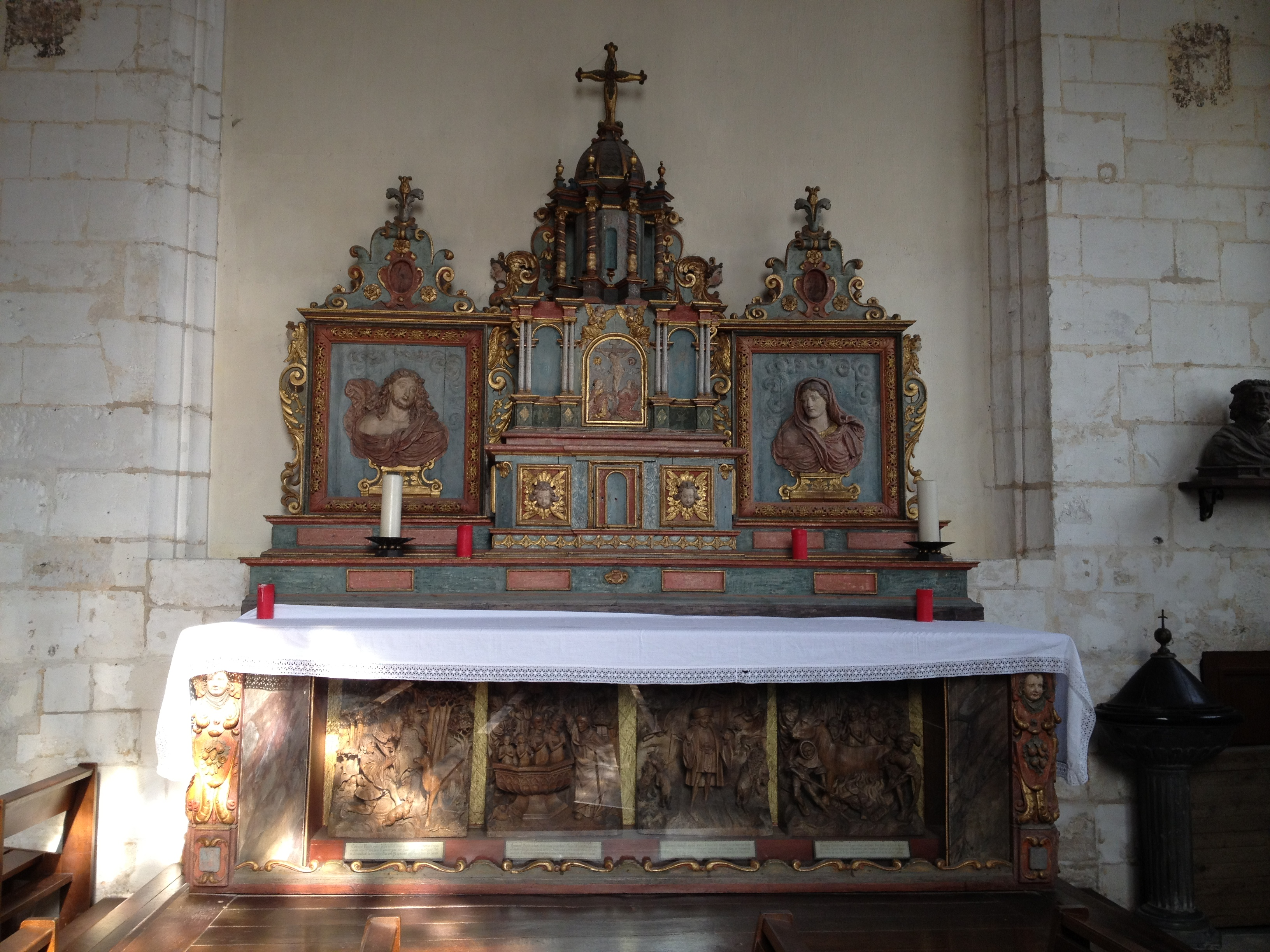
Autel secondaire et son retable.
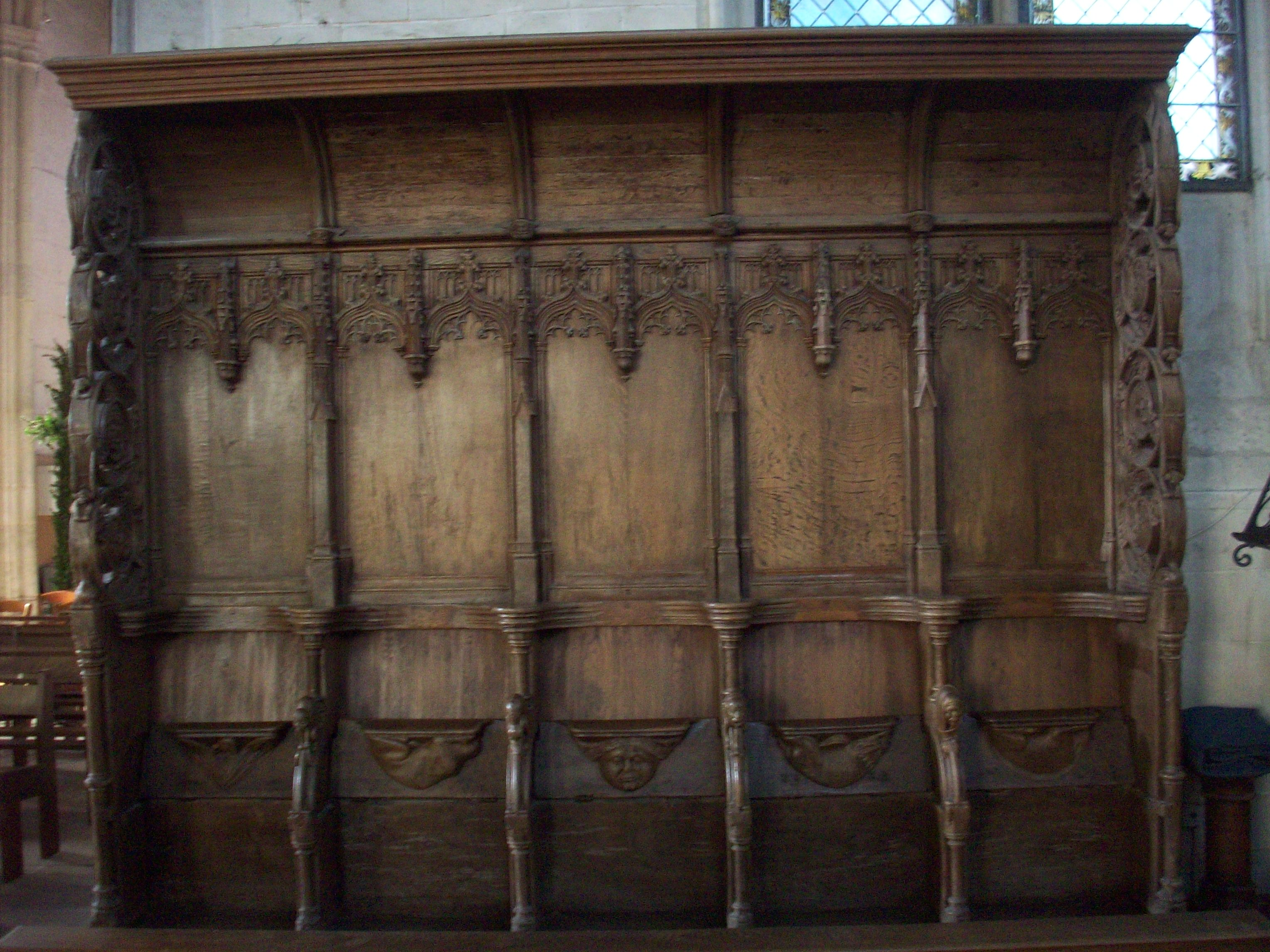
Stalles.
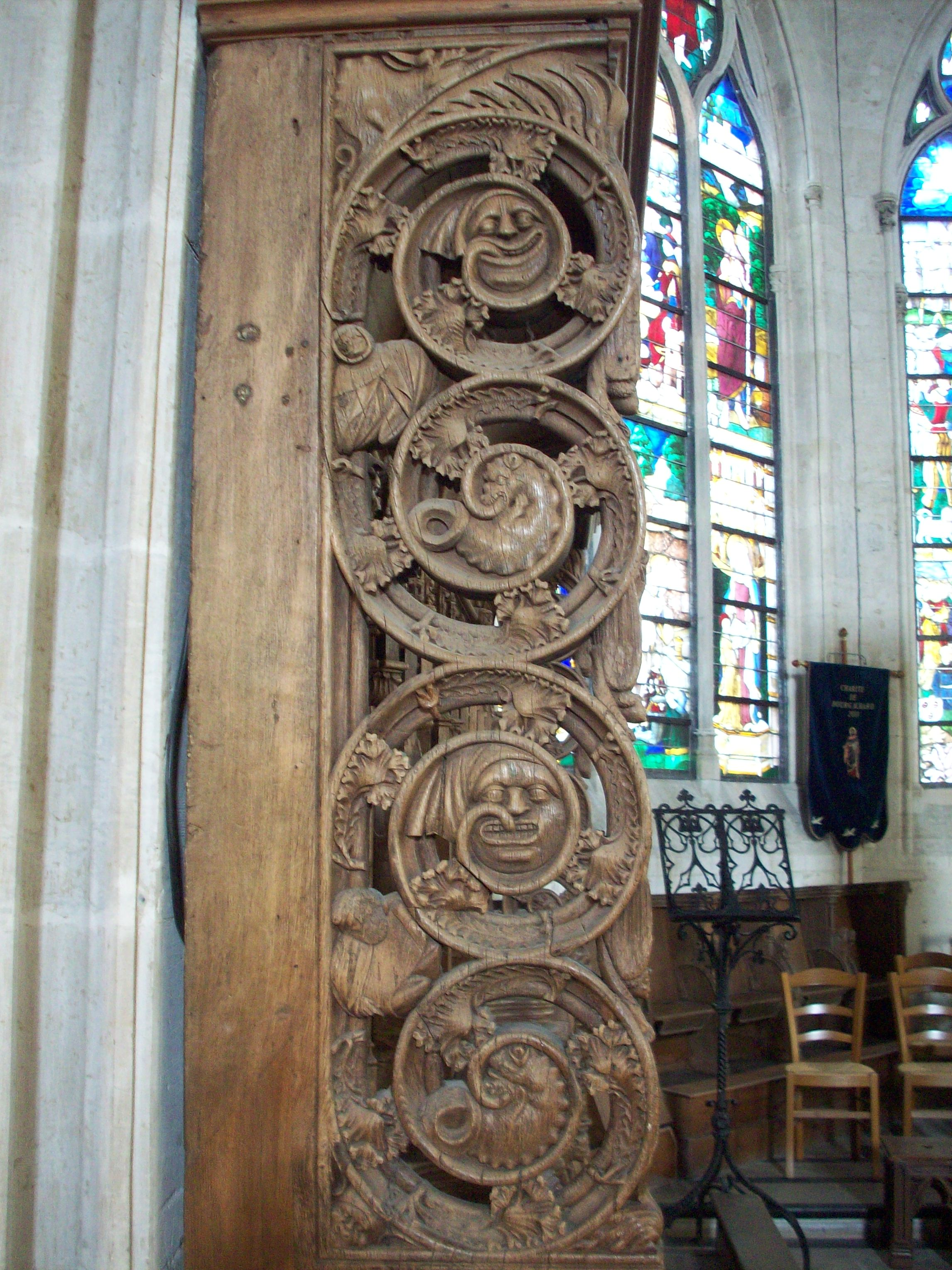

On peut également signaler :
- La mairie, conçue par l'architecte fécampois Félix Lecallierin et augurée en 1895 qui remplaçait un bâtiment vétuste situé au 273, Grande Rue. Le choix d'implanter la nouvelle mairie place de l'église témoigne de l'attachement républicain et laïc des élus de l'époque[72] ;
- Un château des XVe (détruit), XVIIe et XVIIIe siècles au lieu-dit le Fay[73],[74] ;
- Un manoir probablement du XVIIIe siècle au lieu-dit la Poterie[75] ;
- Un hôpital des XVIIe (détruit), XVIIIe et XIXe siècles[76]. Cet hôpital a été fondé par le roi Louis XIV en 1694. Détruit par un incendie en 1743, il est reconstruit à la fin de la première moitié du XVIIIe siècle. Le corps de bâtiment en retour d'équerre a été érigé en 1891 et la façade sud du corps du bâtiment ancien a été remaniée à la même époque[76] ;
- Une croix de cimetière des XVe et XIXe siècles[77] ;
- De nombreuses fermes : quatre du XVIIIe siècle : une au lieu-dit le Nofy[78], une au lieu-dit le Val-Postel[79], une au lieu-dit les Routiers[80] et une au lieu-dit les Vallées[81] ; une des XVIIIe et XIXe siècles[82], une des XVIIIe et XIXe siècles au lieu-dit Haute Croth[83] et une des XVIIIe et XIXe siècles au lieu-dit le Quesnoy[84] ;
- Plusieurs maisons : deux du XVIIIe siècle[85],[86] et une du XIXe siècle[87]

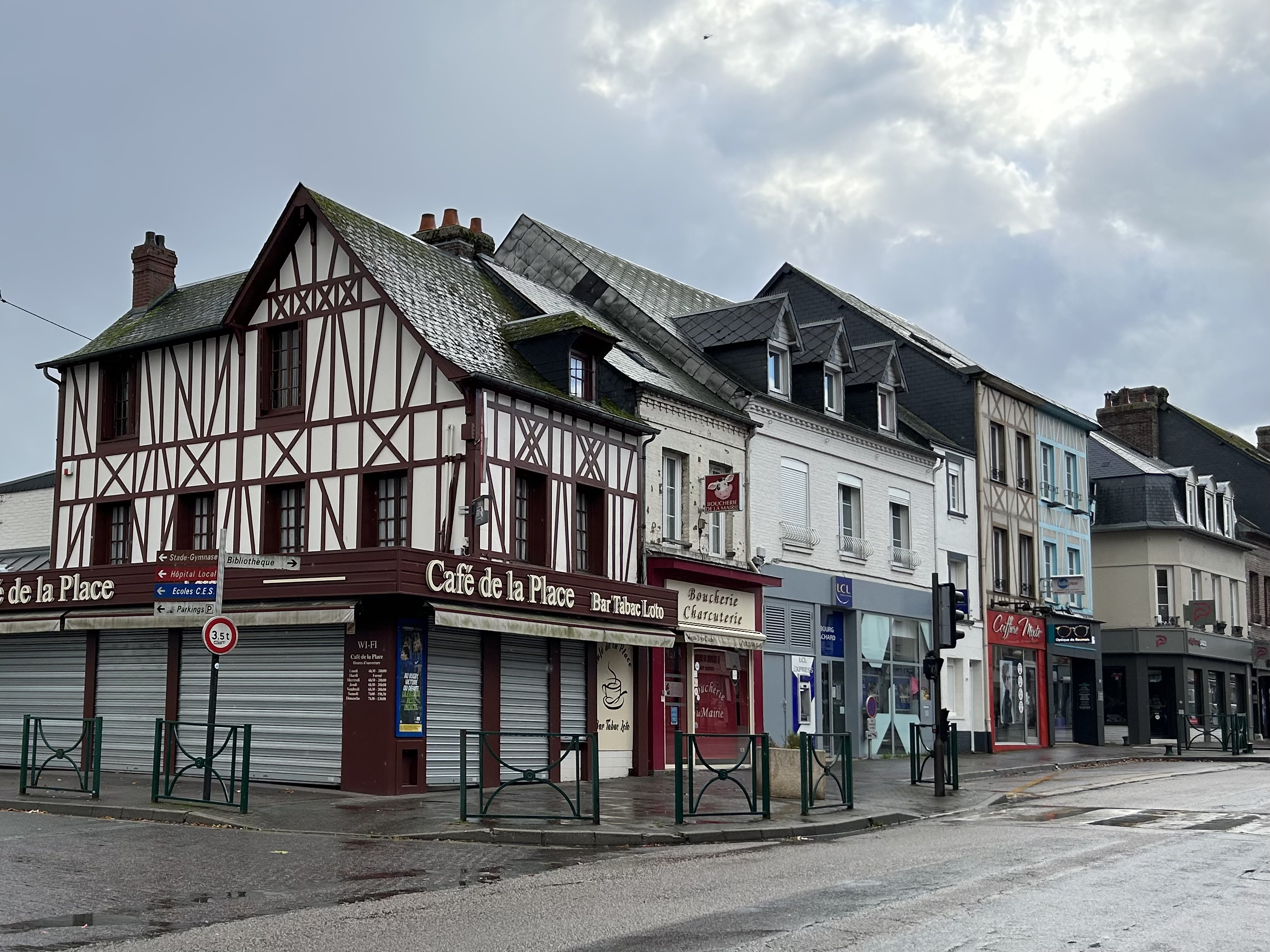
La Place.
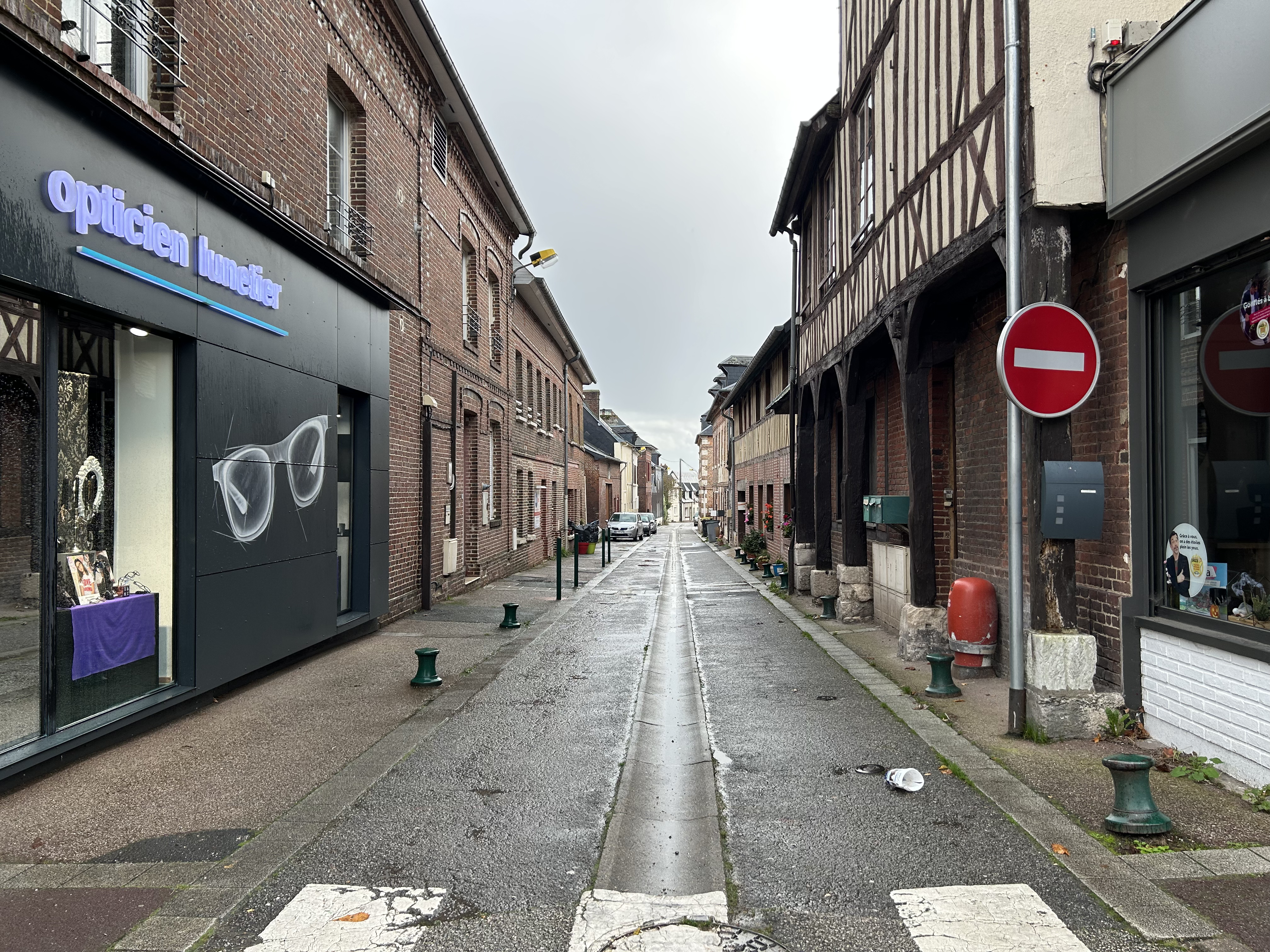
La rue de la Libération.
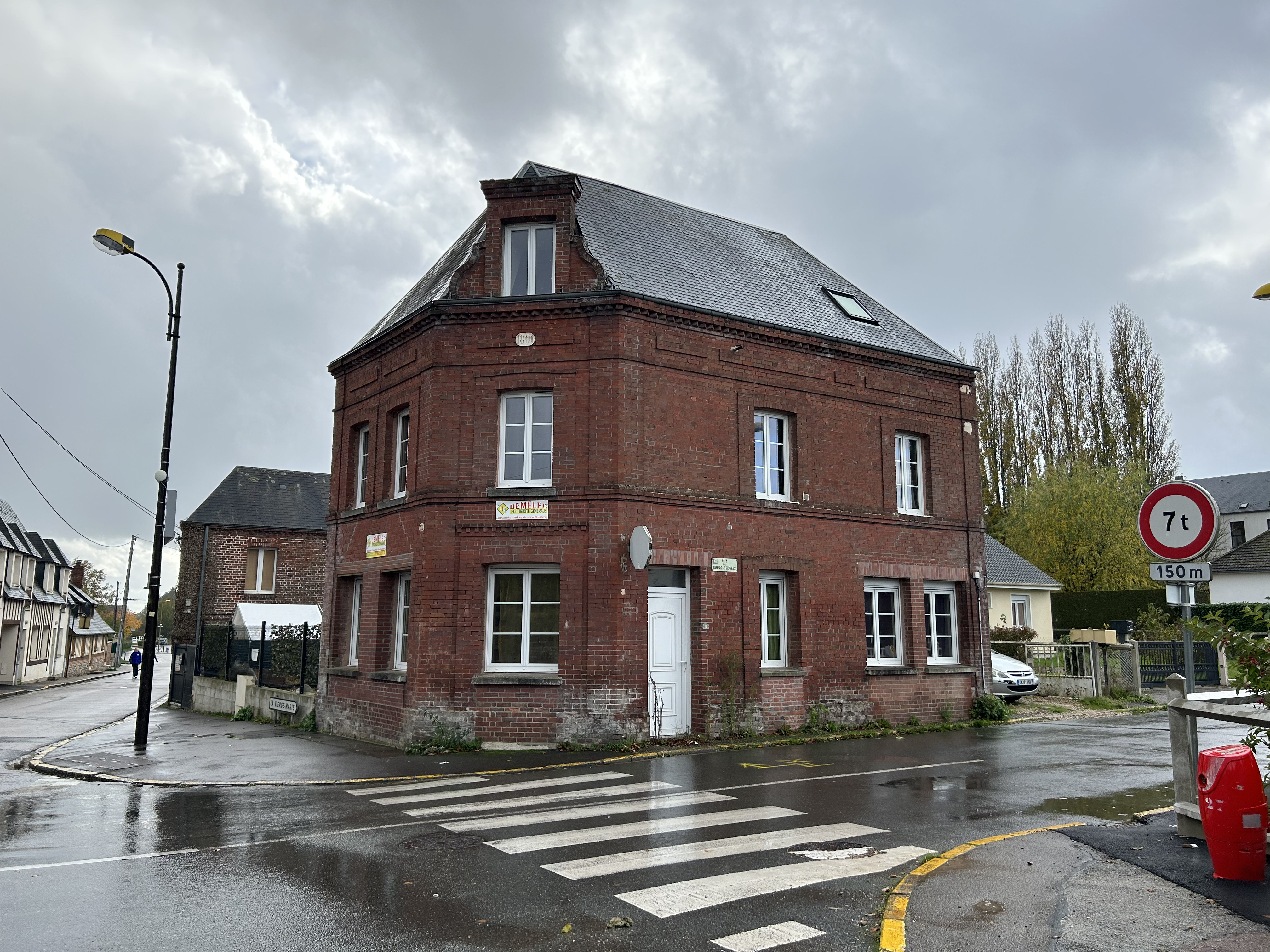
Maison traditionnelle en brique.
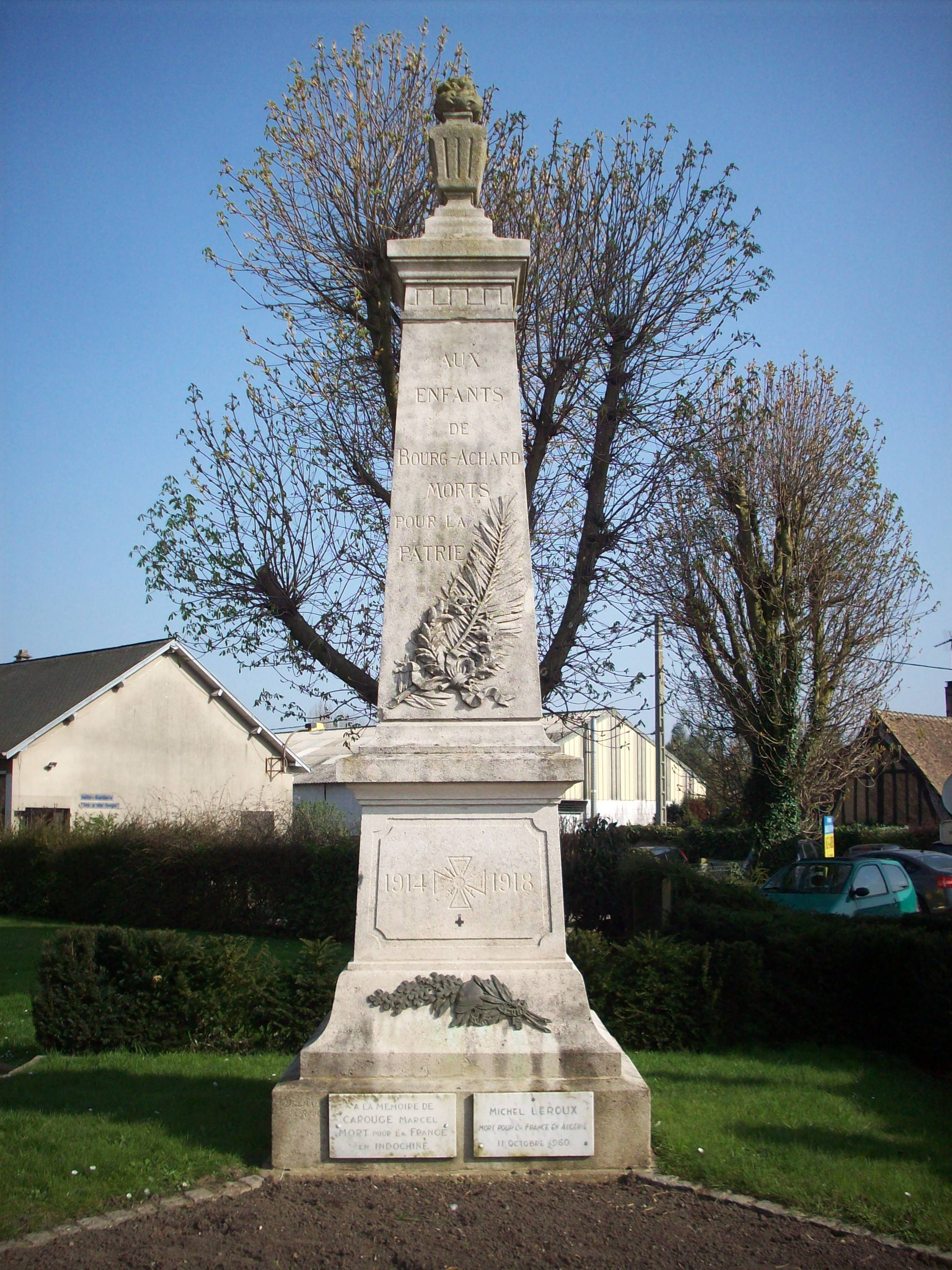
Le Monument aux morts.

### Héraldique
| Blason de Bourg-Achard | Blason  | De gueules à la croix d'argent, cantonnée de quatre molettes d'éperon du même remplies d'azur. |
| Blason de Bourg-Achard | Détails | Le statut officiel du blason reste à déterminer.                                               |

### Personnalités liées à la commune
- Gilbert Carrié (1952- ), footballeur né à Bourg-Achard.
- Bruno Questel (1966-), homme politique né à Bourg-Achard.